# Oblast Jambol
Oblast Jambol ali Jambolska oblast (bolgarsko Област Ямбол, Ямболска област) je ena izmed 28 oblasti Bolgarije.
Leta 2011 je imela 131.447 prebivalcev na 3355 km² površine. Glavno mesto oblasti je Jambol.

## Upravna delitev
Oblast Jambol je razdeljena na 5 občin.
| Občina    | Cirilica        | Prebivalstvo 2011 | Upravno središče | Prebivalstvo 2011 |
| --------- | --------------- | ----------------- | ---------------- | ----------------- |
| Boljarovo | Община Болярово | 4160              | Boljarovo        | 1231              |
| Elhovo    | Община Елхово   | 16.219            | Elhovo           | 10.552            |
| Straldža  | Община Стралджа | 12.781            | Straldža         | 5702              |
| Tundža    | Община Тунджа   | 24.155            | Jambol           | 74.132            |
| Jambol    | Община Ямбол    | 74.132            | Jambol           | 74.132            |

## Mesta
Boljarovo, Elhovo, Straldža, Jambol

## Demografska slika
Razvoj prebivalstva
| 1946    | 1965    | 1985    | 1992    | 2001    | 2011    |
| ------- | ------- | ------- | ------- | ------- | ------- |
| 211.152 | 216.963 | 183.029 | 176.552 | 156.070 | 131.447 |